# Jiří Gebauer
Jiří Gebauer je hokejový rozhodčí, mimo jiné se objevil na Mistrovství světa v roce 2011, které se konalo na Slovensku, v Bratislavě a Košicích.

## Kariéra
Jiří Gebauer odpískal tato utkání:
| Turnaj/soutěž               | Odpískáno zápasů |
| --------------------------- | ---------------- |
| MS 2011, Slovensko          | 6                |
| ELH 2010/11- Playoff        | 10               |
| ELH 2010/11- základní část  | 33               |
| MS U18 2010, Bělorusko      | 6                |
| Euro Hockey Tour 2009/10    | 2                |
| ELH 2009/10- playoff        | 6                |
| ELH 09/10- playout          | 1                |
| ELH 09/10 - základní část   | 26               |
| Tipsport Cup 2009           | 1                |
| Euro Hockey Tour 2008/09    | 1                |
| ELH 2008/09- playoff        | 8                |
| ELH 2008/09- baráž          | 1                |
| ELH 2008/09- základní část  | 30               |
| Tipsport Cup 2008           | 2                |
| Euro Hockey Tour 2007/08    | 1                |
| ELH 2007/08- playoff        | 6                |
| ELH 2007/08 - playout       | 2                |
| ELH 2007/08 - základní část | 24               |
| Tipsport Cup 2007           | 1                |
| Euro Hockey Tour 2006/07    | 1                |
| ELH 2006/07 - playoff       | 6                |
| ELH 2006/07 - základní část | 35               |
| MS U18 2006, Švédsko        | 6                |
| ELH 2005/06 - playoff       | 4                |
| ELH 2005/06 - základní část | 36               |
| ELH 2004/05 - baráž         | 1                |
| ELH 2004/05 - playoff       | 5                |
| ELH 2004/05 - základní část | 23               |
| ELH 2003/04 - playoff       | 2                |
| ELH 03/04 - základní část   | 25               |
| ELH 02/03 - playoff         | 1                |
| ELH 2002/03 - základní část | 20               |